# Flickor, kvinnor – och en och annan drake
Flickor, kvinnor – och en och annan drake är en svensk dokumentärfilm från 1997 i regi av Marianne Ahrne. Filmen kan ses som en uppföljare till Gott om pojkar, ont om män?.
Filmen skildrar olika kvinnor och deras syn på förhållandet till sina döttrar och makar samt syn på kärlek, svartsjuka med mera. Samtliga utsagor kommenteras av läkaren Rigmor Robèrt. Filmen premiärvisades den 7 mars 1997 på biografen Fågel Blå i Stockholm och visades senare samma år av Sveriges Television.
Flickor, kvinnor – och en och annan drake gav upphov till en livlig debatt där många debattörer ansåg att filmen var usel och direkt farlig då den ansågs innehålla en konservativ syn på män och kvinnor.